# Catedral de Sant Quintí
La Catedral de Sant Quintí (Sint-Quintinuskathedraal, en neerlandés) de Hasselt està consagrada a Sant Quintí. La construcció començà al segle xi. Va ser promogut al rang de catedral, quan el 1967 es va escindir el bisbat de Lieja i es va crear el bisbat de Hasselt.

## Història
Al segle viii es va construir una primera església de fusta, a la riba del Helbeek, que fou reemplaçada, al segle xi per una església romànica. La catedral fou modificada en molts segles. Les modificacions més antigues daten del segle xv, quan es va reconstruir el cor incloent un deambulatori i quatre capelles. En aquest secle, els hagenprekers van venir dels Països Baixos per a portar el protestantisme a Hasselt. També fou un període d'iconoclàstia. Juntament amb la ciutat de Maaseik, Hasselt declarà temporalment la independència. Durant aquest període, es va destruir el tabernacle, les estàtues, l'altar lateral i l'altar principal.
El campanar de l'església data del 1725 i fou restaurada al segle xix. En aquest segle també s'hi posaren els vitralls gòtics i taules que provenien de l'abadia d'Herkenrode, un municipi de l'arrondissement d'Hasselt. També es van decorar els murs amb frescos de Godfried Guffens (1823-1901), un pintor de la ciutat.
La catedral de Sant Quintí d'Hasselt duu la marca de les moltes modificacions que ha patit al llarg dels segles. L'església del segle viii o reemplaçada per una església romànica. Durant molts seles l'església es va anar amplificant amb molts elements gòtics com la torre occidental.
L'arquitectura interior també té diversos estils. Les columnes no tenen capitells. La volta data del segle xv. Molts dels mobles són originaris de l'abadia d'Herkenrode. La creu triomfal que penja de l'arc del triomf data del segle xv. Aquesta creu té molts significats i simbolitza els quatre evangelistes amb els seus símbols. També hi ha una taula que il·lustra la processó dels sagrements d'Herkenrode.

## L'orgue
L'orgue, construit per Joseph Binvignat al segle xviii va recuperar una grand part dels tubs de Nicolas Niehoff del del segle xvi que són els més antics de Bèlgica. El 1970-72 va patir una modernització malaurada pel taller Pels de Hasselt, que només va recuperar un parell de tubs de Niehoff. Per surt, va conservar els altres. El 2002 van ser recuperats i tot l'orgue va ser restaurat i reconstruït per l'orgueneria Schumacher i l'orguener Michiel Lemmens.
Des del 1993, la catedral és classificat com a monument protegit.

## El campanar
El campanar té seixanta-dos metres d'alçada i és el resultat de quatre períodes de construcció. La base és romànica, del segle xii. La super-estructura data del segle xiii. La torre és coneguda com la més decorada i bella del Limburg. Posseeix un carilló de quaranta-set campanes que és considerat com un dels millors de Bèlgica i que es pot visitar.

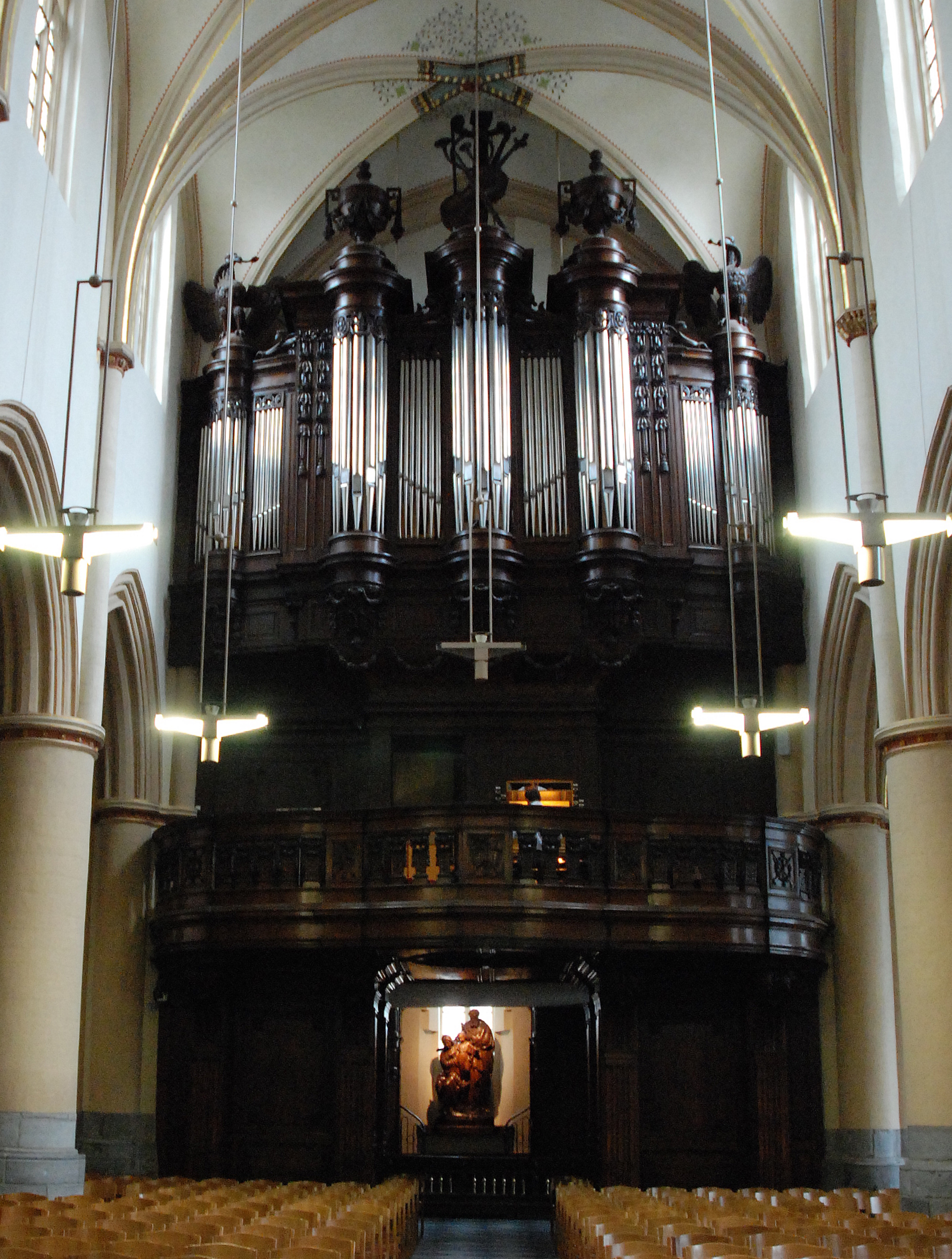
L'orgue

## Sant Quintí
L'església és consagrada a Sant Quintí, fill d'un senador romà que va evangelitzar la Gàl·lia i que es va establir a Amiens. Fou capturat i torturat i decapitat a l'actual Saint-Quentin (Aisne). És patró de les poblacions belgues d'Hasselt, Sint-Kwintens-Lennik, Hees, Gelinden. Es celebra el 31 d'octubre.